# Лукас Патанеллі
Лукас Мартін Патанеллі Новал (ісп. Lucas Martin Patanelli Noval, нар. 25 лютого 2000, Буенос-Айрес, Аргентина) — аргентинський футболіст, атакувальний півзахисник галицьких «Карпат». Має також іспанське громадянство.

## Життєпис
Народився в столиці Аргентини, місті Буенос-Айрес. Вихованець клубу «Індепендьєнте». Під час виступів за молодіжну команду клубу до юного півзахисника проявляли інтерес «Барселона», «Реал Мадрид», «Челсі», ПСЖ та «Порту». Аргентинські ЗМІ у 2016 році повідомили, що «Барселона» викупила 50 % трансферних прав на Лукаса за 4 мільйони доларів, але каталонський клуб спростував вище вказану інформацію. На початку липня 2018 року залишився без клубу, а на початку липня наступного року опинився в молодіжній команді «Велес Сарсфілд». У команді виступав до кінця року, після чого перебував без клубу.
У лютому 2021 року прибув на перегляд до «Руху», але львівській команді не підійшов. На початку березня 2021 року підписав контракт з «Карпатами», ставши першим легіонером в історії галицького клубу. У футболці нової команди дебютував 3 квітня 2021 року в переможному (2:0) виїзному поєдинку 15-го туру групи «А» Другої ліги України проти київського «Рубікону». Патанеллі вийшов на поле на 56-ій хвилині, замінивши Вадима Семчука, а на 63-ій хвилині вразив верхній кут воріт столичного клубу, відзначившись своїм дебютним голом у дорослому футболі.